# فرزاد حسین‌خانی
فرزاد حسین‌خانی (زاده ۱۰ اسفند ۱۳۵۹ - کرمان) بازیکن سابق و مربی فوتبال اهل ایران است. حسین‌خانی کاپیتان سابق مس کرمان که با ۲۲ سال بازی در این باشگاه، یکی از رکوردداران وفاداری به یک باشگاه در فوتبال ایران محسوب می شود. این بازیکن در دوران بازی سابقه دعوت به اردوهای تیم ملی را داشته است.
حسینخانی در اردیبهشت ماه ۱۴۰۲ که تیم مس کرمان به لیگ یک فوتبال کشور سقوط کرد سرمربی این تیم بود.